# Linea 1 (metropolitana di Madrid)
La linea 1  della metropolitana di Madrid è una linea di metropolitana che serve la città di Madrid, in Spagna. Collega la stazione di Pinar de Chamartín con quella di Valdecarros. Le stazioni funzionanti sono 33 con banchine di 90 metri. La linea fu inaugurata il 17 ottobre 1919 alla presenza del re Alfonso XIII, è la linea più antica di Madrid e di Spagna, ed è la seconda linea per numero di passeggeri dopo la linea 6.
Fino agli anni sessanta funzionò anche la stazione di Chamberí che fu chiusa quando l'allungamento delle banchine da 60 a 90 metri avvicinava in maniera considerevole la stazione con quelle di Iglesia e Bilbao. Nel 2008 fu riaperta come museo all'interno del progetto Andén 0.
La linea 1 è indicata con il colore azzurro.

## Storia

### 1900-1919: i primi progetti e l'inaugurazione

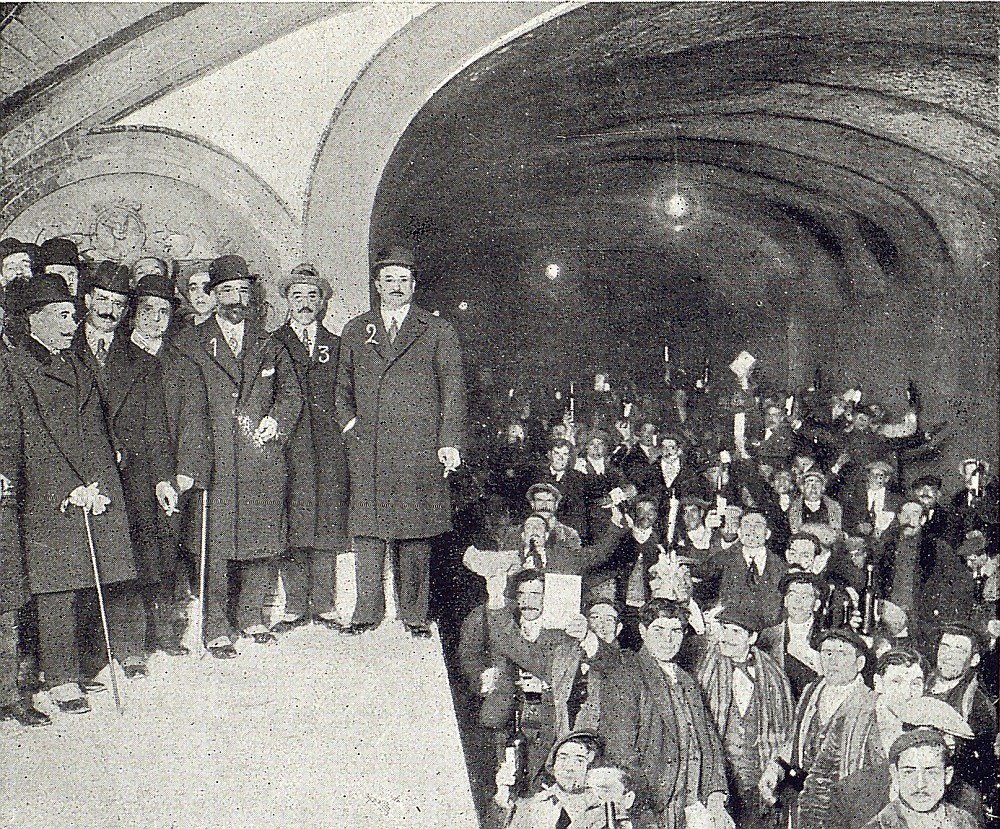
Visita delle autorità ai cantieri (1919)

Il 31 maggio 1871 entrò in funzione il primo tram trainato da cavalli, nel 1879 entrò in funzione il primo tram a vapore. Nel 1892 il centro città era così sopra affollato di tram che l'ingegnere Pedro García Faria propose la costruzione di un sistema di linee metropolitane. Faria presentò un progetto con cinque linee sotterranee per il trasporto di viaggiatori, che avrebbero dovuto anche essere in grado di trasportare merci. Il sindaco di Madrid, Álvaro Figueroa y Torres, concesse a Faria la concessione per realizzare il progetto, ma i lavori non vennero mai eseguiti e la concessione scadde nel 1917 senza che il progetto prendesse forma. Si trattava del primo progetto per la costruzione di un sistema di linee metropolitane, nel quale i convogli erano suddivisi in tre classi, con diverse tariffe.
Nel 1913, quando Madrid contava una popolazione di 600.000 persone, gli ingegneri Carlos Mendoza, Miguel Otamendi e Antonio González Echarte presentano un nuovo progetto. Il progetto consisteva in quattro linee con una lunghezza totale di 154 km. Il loro percorso comprendeva la base di quello che oggi sono le linee 1, 2, 3 e 4 della metropolitana di Madrid. Nel 1915 Otamendi presentò un progetto ferroviario metropolitano per la città di Madrid, richiedendo la concessione dei lavori, che furono concessi il 19 settembre 1916.
All'inizio quasi nessuno credeva nel progetto, era considerato troppo prematuro. Il Banco Bilbao Vizcaya Argentaria aveva contribuito con 4 milioni di pesetas ma erano necessaria ulteriori 4 per poter avviare i lavori. Lo stesso re contribuì al progetto con un milione di pesetas dimostrando la sua fiducia nel progetto e offrendo credibilità al progetto e alla società.
Il 17 ottobre 1919 il re Alfonso XIII inaugura la prima linea della metropolitana di Madrid. La linea della lunghezza di 3,48 km, con 8 stazioni (Cuatro Caminos, Ríos Rosas, Martínez Campos (Glorieta de Iglesia), Chamberí (oggi senza circolazione), Glorieta de Bilbao, Hospicio (Tribunal) y Red de San Luis (Gran Vía) e Puerta del Sol), veniva percorsa in 10 minuti. L'apertura al pubblico avvenne il 31 ottobre dello stesso anno. La linea ebbe molto successo tant'è che nel primo anno venne usata da oltre 14 milioni utenti.

### 1920-1980: prolungamenti e incremento della capacità

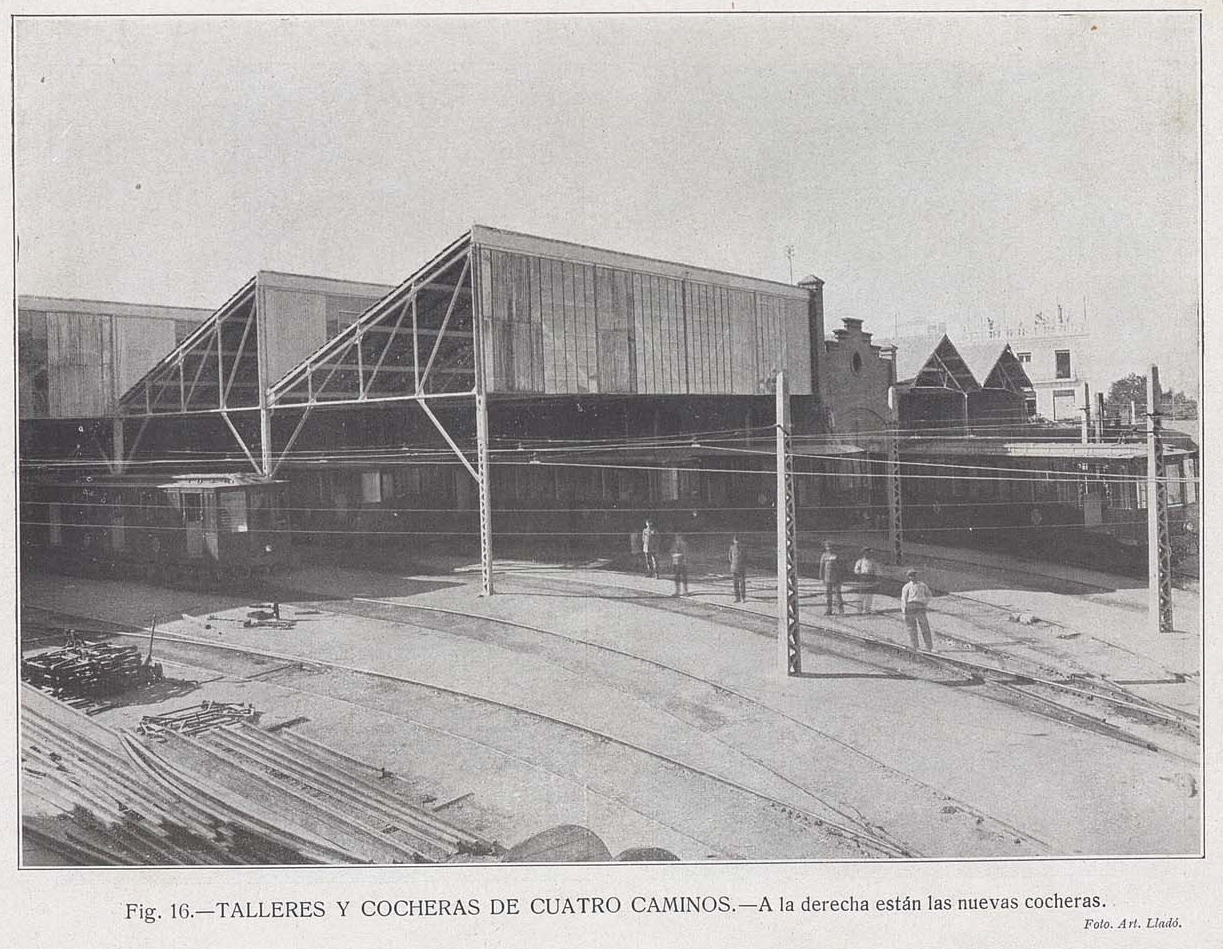
Il deposito di Cuatro Camimos

Già negli anni venti si realizzano importanti lavori per ampliare la linea 1 che attraversa, in questo modo, la città da nord a sud, dal quartiere di Tetuán fino a quello di Puente de Vallecas attraverso il centro e l'antica stazione del Mezzogiorno. Il 26 dicembre 1921 si inaugura una prolungazione verso sud fino all'attuale stazione di Estación del Arte. L'8 maggio 1923 si prolunga ulteriormente verso sud fino alla stazione di Puente de Vallecas, sotto all'Avenida Ciudad de Barcelona. Infine, il 6 marzo del 1929, si espande la linea verso nord, sotto la Calle de Bravo Murillo, fino alla stazione di Tetuán.
Il 1º febbraio 1961 viene inaugurato il tratto che prolunga la linea a nord fino a Plaza de Castilla, aggiungendo due nuove stazioni: Valdeacederas e Plaza de Castilla. Un anno dopo, il 2 luglio, la linea 1 si amplia verso sud fino a Portazgo.
La linea era utilizzata da un gran numero di madrileni e la capacità dei treni, di quattro carrozze, era insufficiente rispetto alla domanda. Pertanto, si decise di ampliare le banchine da 60 a 90 m per rendere possibile l'impiego di treni di sei carrozze. Ciò provocò la chiusura della stazione di Chamberí in quanto risultava difficile l'ampliamento delle banchine e a causa della poca distanza dalla fermata di Iglesia (poco meno di 200 metri). In concomitanza con questi lavori, alcune stazioni si dotarono di nuovi accessi. La stazione Isabel II cambiò nome in Opera, data la presenza del Teatro Real nella piazza soprastante la stazione.

### 1981-1999: nuovi progetti di ampliamento
Nel 1988, tra le stazioni di Atocha (oggi chiamata Estación del Arte) e Menéndez Pelayo, viene costruita una nuova stazione, quella di Atocha Renfe (oggi chiamata Atocha), che comunicava, in modo sotterraneo, con il nuovo complesso di treni di cercanías e la stazione ferroviaria di Puerta de Atocha. Nell'ambito dei progetti di ampliamento approvati dalla Comunità di Madrid, nell'aprile del 1994 la linea arriva alla stazione di Miguel Hernández e il 4 marzo del 1999 fino a Congosto. Oltre a questi allargamenti verso sud, vengono rinnovati i treni con quelli della nuova serie 2000.
Nel piano di ampliamento del 1995-1999 viene incluso l'ampliamento della linea fino a Villa de Vallecas, dove viene realizzato un interscambio con le linee Cercanías presso la stazione di Sierra de Guadalupe. Questo ampliamento della lunghezza di 2,7 Km venne aperta il 4 marzo 1999.

### 2000-2015: prolungamento a nord e sud
All'inizio degli anni 2000 la linea venne ampliata verso nord e verso sud fino agli attuali capolinea. Queste nuove tratte vennero inaugurate nel 2007.
Verso nord, un investimenti di 433 milioni di euro permisero di prolungare la linea da Plaza de Castilla fino alla stazione di Pinar de Chamartín, situata nel quartiere di Manoteras. Questo tratto della linea venne aperto un due fasi: il 30 marzo 2007 venne aperta al pubblico la tratta fino alla stazioni di Chamartín dove venne aperto il interscambio con la stazione di Chamartín; mentre l'11 aprile venne aperta la seconda tratta fino all'attuale capolinea di Pinar de Chamartín.
Verso sud, il 16 maggio 2007, venne inaugurato il nuovo tratto che dalla stazione di Congosto arriva fino a Valdecarros, attraversando il nuovo quartiere dell'Ensanche de Vallecas. La costruzione di questa nuova zona della città non era ancora terminata e, di conseguenza, la domanda in questo nuovo tratto della linea era scarso. Pertanto, si decise che solamente un treno, ogni tre, doveva arrivare fino a Valdecarros e le nuove stazioni di La Gavia, Las Suertes e Valdecarros rimanevano aperte solamente fino alle ore 24.00. Dall'autunno dello stesso anno non sono più previste restrizioni e tutti i treni arrivano fino al capolinea della linea. Inoltre, sempre in questo periodo, la maggior parte delle stazioni sono riformate e alcune sono adattate per persone con mobilità ridotta, attraverso la costruzione di ascensori.
Inoltre in questi anni alcune delle stazione vennero ristruttura ed in alcune vennero adattate a persone con ridotta mobilità.

### 2016: la modernizzazione della linea
La linea rimase chiusa dal 21 maggio al 22 ottobre per le opere di modernizzazione. I lavori riguardarono 13,5 km della linea e 23 stazioni tra Plaza de Castilla e Sierra de Guadalupe. Per sopperire alla mancanza del servizio della linea, vennero rinforzate le linee delle Cercanías e le linee autobus. Il totale degli investimenti per queste opere fu di 70 milioni.
Il 14 settembre riprese il servizio tra Plaza de Castilla e Cuatro Caminos e tra le stazioni di Alto del Arenal e Sierra de Guadalupe. Il 20 ottobre invece riaprì il tratto della linea tra Atocha Renfe e Alto del Arenal. Il resto della linea riaprì il 22 ottobre.

### 2017-2019: Gran Vía e Estacion del Arte
A partire dal 20 agosto 2018 la stazione di Gran Vía risulta essere chiusa per l'installazione degli ascensori, l'eliminazione dell'amianto presente all'interno della stazione e della realizzazione della connessione con la stazione Sol delle Cercanias. Sempre in quel periodo la linea rimase chiusa nella tratta tra Tribunal e Sol.
Il primo dicembre 2018 la stazione della metro di Atocha, cambia nome e prende il nome di Estación del Arte per distinguerla dalla stazione ferroviaria di Madrid Atocha.
Nei primi mesi del 2019 sulla linea si inizia ad usare, oltre allo spagnolo, anche l'inglese per la segnaletica presente all'interno delle singole stazioni.

## Stazioni
Accanto a ogni stazione presente nella tabella sono indicati i servizi presenti e gli eventuali interscambi; tutte le stazioni sono dotate di accessi per disabili.
| Unknown route-map component "utKACCa" |

| Unknown route-map component "utHSTACC" |

| Unknown route-map component "utHSTACC" |

| Unknown route-map component "utHSTACC" |

| Urban tunnel stop on track |

| Urban tunnel stop on track |

| Urban tunnel stop on track |

| Urban tunnel stop on track |

| Unknown route-map component "utHSTACC" |

| Urban tunnel stop on track |

| Unknown route-map component "utHSTACC" |

| Unknown route-map component "utHSTACC" |

| Unknown route-map component "utHSTACC" |

| Urban tunnel stop on track |

| Unknown route-map component "utHSTACC" |

| Urban tunnel stop on track |

| Urban tunnel stop on track |

| Urban tunnel stop on track |

| Unknown route-map component "utHSTACC" |

| Urban tunnel stop on track |

| Unknown route-map component "utHSTACC" |

| Urban tunnel stop on track |

| Urban tunnel stop on track |

| Urban tunnel stop on track |

| Urban tunnel stop on track |

| Unknown route-map component "utHSTACC" |

| Unknown route-map component "utHSTACC" |

| Unknown route-map component "utHSTACC" |

| Unknown route-map component "utHSTACC" |

| Unknown route-map component "utHSTACC" |

| Unknown route-map component "utHSTACC" |

| Unknown route-map component "utHSTACC" |

| Unknown route-map component "utKACCe" |

## Servizi

### Orari
Il servizio inizia, su tutte le linee, alle 6:05 e termina all'1:30.

### Accessibilità
Non tutte le stazioni della metropolitana madrilena permettono un facile accesso alle persone con disabilità motoria, infatti ad oggi la linea 1 è tra le linee meno accessibili a persone con difficoltà motorie, insieme con le linee 2, 4, 5 e 9. Delle 33 stazioni di cui è composta la linea solamente 16 sono accessibili alle persone con disabilità motoria.